# Gehren
Gehren é uma vila e antigo município da Alemanha localizada no distrito de Ilm-Kreis, estado da Turíngia.

## História
Gehren foi a sede do antigo Verwaltungsgemeinschaft de Langer Berg. Desde julho de 2018, forma parte do município de Ilmenau.